# Baruch Kamin

Deputatul Baruch Kamin

Baruch Kamin (în ebraică (ברוך קמין (קמינקר) (n. 15 aprilie 1914, orașul Cetatea Albă, Basarabia - d. 10 iulie 1988) a fost un politician israelian originar din România, care a deținut funcția de deputat în Knesset-ul (Parlamentul) statului Israel. 

## Agent parașutat în România
Baruch Kamin s-a născut la data de 15 aprilie 1914 în orașul Cetatea Albă din Basarabia (astăzi în Ucraina), cu numele de Baruch Kaminschi (sau Kaminker). A absolvit Facultatea de Agronomie a Universității din Chișinău. Kamin a fost unul din liderii Mișcării de Tineret Gordonia din România. El a emigrat în Palestina în anul 1939, după absolvirea studiilor.
În Palestina, Kamin a fost membru al kibbutz-ului Nir Am (1939-1947). În anul 1944 este parașutat în România. Între anii 1945-1946, este delegat pentru "Mișcarea de Evadare" din România" (denumirea sub care era cunoscută operațiunea de imigrare clandestină a evreilor din România spre țara sfântă, Palestina). În anul 1987, el a scris cartea "Parașutare și Evadare: Împreună cu evreii din România în timpul Holocaustului și după”, în care își descrie experiența și misiunea încredințată.
În timpul celui de-al Doilea Război Mondial, în perioada octombrie 1943-iulie 1944, au fost lansați în România 10 parașutiști evrei și alți 22 în alte țări est-europene. Parașutarea lor a făcut parte dintr-o operațiune de "intoxicare" a Germaniei hitleriste, care trebuia convinsă că aliații vor deschide "al doilea front" în estul Mediteranei și în Balcani, și nu în Normandia, operațiune care a fost proiectată la Conferința de la Teheran din anul 1943 a celor trei lideri aliați: Roosevelt, Churchill și Stalin.
S-a apelat la agenții evrei, la propunerea conducerii sioniste din Palestina, care a lansat un proiect prin care voluntarii evrei sioniști din Palestina trebuiau să ajungă în Europa pentru a-i ajuta pe frații lor aflați în pragul nimicirii. Misiunea agenților evrei era una militară (de strângere de informații), dar primiseră și consemnul de a-i contacta pe conducătorii sioniști și să întărească rezistența evreiască.

Agenţii evrei în timpul antrenamentelor. În poză apare şi Baruch Kamin

Cei 10 agenți evrei parașutați în România: Aba Bardicev, Dov Berger-Harari, Itzhak Ben Efraim (Menu Moscovici), Arie Fichtman, Leova Gukovschi, Baruh Kamin, Mielu Kanner (Uriel Kanev), Ricu Lupescu, Itzhak Măcărescu și Joshua Trachtenberg (Saike Dan) s-au întâlnit, înainte de fi trimiși în misiune în România, cu Moshe Sharett, șeful Departamentului Politic al Executivei Sioniste și cu Moshe Sne, comandantul forțelor armate evreiești ilegale din Palestina ("Hagana").
Baruch Kamin (Kaminschi) a fost parașutat în România, împreună cu Dov Berger (Dov Harari), la data de 29 iulie 1944, aterizând în apropiere de București. Ambii vorbeau perfect limba română. Cei doi au fost conduși de către Yitzhak Artzi la sediul Executivei Sioniste ilegale, unde s-au întâlnit cu președintele Avram Leiba Zissu și cu Jean Cohen (responsabilul Departamentului Politic și de Informații al Executivei Sioniste). Cei doi parașutiști, împreună și cu ceilalți agenți evrei, care nu au fost capturați, s-au ocupat cu organizarea mișcării sioniste de tineret, auto-apărare și de strângere de informații în folosul forțelor aliate. De asemenea, s-au ocupat cu organizarea emigrării evreilor, legale și ilegale, un număr de 60.000 de evrei fiind scoși din România de către agenții palestinieni parașutați.
Germanii au căzut în capcana elaborată de către serviciile secrete ale Aliaților, transferând 25 de divizii în Italia și 25 de divizii în Balcani (din cele 120 de divizii care erau dislocate în vestul Europei, la Oceanul Atlantic). Operațiunea de dezinformare a purtat numele de cod "Joel" și a fost atât de bine proiectată și realizată, încât Adolf Hitler, în momentul debarcării trupelor aliate în Normandia, a ezitat să arunce în luptă diviziile de rezervă, convins că debarcarea este un șiretlic anglo-american.

## Cariera politică din Israel
Ulterior, Kamin este trimis ca emisar în Cehoslovacia și Austria (1948-1949) și mai târziu și în Statele Unite (1964-1965).
În perioada decembrie 1953-iulie 1955, Kamin a deținut funcția de deputat în Knesset-ul (Parlamentul) statului Israel, fiind ales pe listele Partidului Muncii din Eretz Yisrael. În această calitate, el a făcut parte din Comitetul pentru Locuințe și din Comitetul pentru Afaceri Interne.
Apoi, între anii 1956-1964, deține funcția de secretar al Consiliului Muncitorilor din Herziliya. Ulterior este numit director al Departamentului Cultural din Histadrut (Confederația Generală a Muncii din Israel). În anul 1969, părăsește Partidul Mapai și se alătură liberalilor independenți, dar în anul 1981 revine în cadrul Partidului Muncii.
Baruch Kamin a decedat la data de 10 iulie 1988 în Israel.

## Funcții publice în Israel
Baruch Kamin a deținut următoarele funcții publice:
- deputat în Knesset din partea Partidului Muncii (1953-1955)